# Konrad Wothe
Konrad Wothe (* 1952 in München) ist ein deutscher Biologe, Tierfilmer und Tierfotograf.

## Leben
Wothe, der im Alter von acht Jahren seine erste Kamera geschenkt bekam und seither mit Fotografie experimentierte, lernte nach dem Abitur am Oskar-von-Miller-Gymnasium in München zunächst den Beruf des Zahntechnikers. Als Gymnasiast hatte er beim Wettbewerb Jugend forscht 1972 den ersten Preis in Physik für eine selbstkonstruierte 360-Grad-Panoramakamera gewonnen. Sein Ausbilder, der Inhaber der Zahntechniklabors, erkannte das Talent seines Schützlings und vermittelte diesen an einen befreundeten Tierfilmer: Heinz Sielmann. In Sielmanns Filmteam arbeitete Wothe nach Abschluss der Lehre begeistert mit und beschloss, wie Sielmann ebenfalls Naturfotograf und Tierfilmer zu werden. Er schrieb sich an der LMU München ein und studierte, parallel zur Filmarbeit in Sielmanns Team, Biologie mit Hauptfach Zoologie und Verhaltensforschung. Seine Diplomarbeit 1979 behandelte den Fluggesang des Baumpiepers.
Seither arbeitet er frei als Tierfilmer vorwiegend für das ZDF. Er ist Mitglied der Gesellschaft Deutscher Tierfotografen und der Ornithologischen Gesellschaft. Wothe lebt im oberbayerischen Penzberg.

## Veröffentlichungen (Auswahl)
- Konrad Wothe: Orang Utans. Tecklenborg, Steinfurt 1996.[6]
- Konrad Wothe: Knallbunt und unsichtbar. Knesebeck, München 2016.[7]
- Co-Autor zweier Vogelbücher: Fotoatlas der Vögel 1982 und Naturführer Vögel 1984, beide Gräfe und Unzer Verlag München
- Quetzal – Göttervögel im Nebelwald; Film von Michael Herzog und Konrad Wothe, Auftrag ZDF
- Urwaldgeister auf Madagaskar, Michael Herzog und Konrad Wothe, im Auftrag des ZDF[8]
- Fotografien für Unsere einzigartige Vogelwelt: die Vielfalt der Arten und warum sie in Gefahr ist. Frederking & Thaler, München 2019, ISBN 978-3-95416-273-4.
- Zahlreiche Fotos und Beiträge in Büchern und Zeitschriften; Tierfilme im ZDF und BBC.

## Auszeichnungen (Auswahl)
- Vier erste und fünf zweite Preise sowie weitere 22 Auszeichnungen im internationalen Fotowettbewerb der BBC „Wildlife Photographer of the Year“, in den Jahren 1985 bis 2000.
- Naturfotograf des Jahres 1999, Gesellschaft Deutscher Tierfotografen
- Sechs Goldmedaillen, einmal Silber und zweimal Bronze im internationalen Fotowettbewerb “Austrian Super Circuit” im Jahre 2000.